# توافق‌نامه مالزی
توافق نامه مالزی (انگلیسی: Malaysia Agreement) یا توافق نامه ایجاد مالزی میان پادشاهی متحد بریتانیای کبیر و ایرلند شمالی، فدراسیون مالایا، بورنئو شمالی، ساراواک و سنگاپور (ام ای ۶۳) توافق نامه ای بود که بنا بر آن، بورنئو شمالی، ساراواک و سنگاپور به ایالت‌های عضو فدراسیون مالایا ملحق شده،که نتیجه این متحد شدن، کشوری جدید به نام مالزی می‌باشد. مدتی بعد سنگاپور از مالزی جدا شد و در روز ۹ اوت ۱۹۶۵ به کشوری مستقل تبدیل شد.